# Roger Cotes
Roger Cotes (Burbage, 10 luglio 1682 – Cambridge, 5 giugno 1716) è stato un matematico inglese, conosciuto per i suoi contributi ai primi sviluppi del calcolo infinitesimale.

## Biografia
Roger Cotes è noto soprattutto per aver lavorato in stretto contatto con Isaac Newton e in particolare per aver letto la seconda stesura della sua opera fondamentale Philosophiae Naturalis Principia Mathematica prima della sua pubblicazione. Egli ha inoltre inventato le formule di quadratura ora note come formule di Newton-Cotes ed è stato il primo ad introdurre quella che ora è conosciuta come formula di Eulero. 
Egli è stato il primo Plumian Professor alla Università di Cambridge dal 1707 fino alla sua morte.
I contributi di Cotes ai metodi di calcolo moderni,  si trovano soprattutto nell'astronomia e nella matematica. Cotes ha iniziato la sua carriera professionale come educatore ponendo particolare attenzione all'astronomia. Cotes ha anche analizzato il lavoro di Newton sulla gravitazione universale e ha contribuito in modo originale sostenendo la superiorità scientifica dei principi di Newton all'idea popolare dei vortici presentata da Descartes. 
Cotes concluse che la legge di Newton sulla gravitazione fu confermata tramite l'osservazione del fenomeno celeste e non dipendeva dalle forze occulte non spiegate che i critici cartesiani dichiaravano. Il lavoro più importante di Cotes nell'ambito matematico ha interessato particolarmente i campi dei metodi di calcolo di integrazione, dei logaritmi e dei metodi numerici.
Cotes pubblicò soltanto un trattato nel corso della sua vita, intitolato Logometria, in cui costruisce con successo la curva logaritmica.
Aveva scoperto un teorema importante sulle radici ennesime dell'unità, aveva previsto il metodo dei minimi quadrati e un metodo per l'integrazione delle frazioni razionali con i denominatori binomiali.
Dopo la sua morte, molte delle carte matematiche sono state riordinate frettolosamente da Robert Smith.